# اتحاد اليسار الثوري
اتحاد اليسار الثوري (بالإسبانية: Unión de Izquierda Revolucionaria)، كان جبهة انتخابية في بيرو أسسها في عام 1980 الحزب الشيوعي البيروفي (الوطن الأحمر) والطليعة الثورية (البروليتارية الشيوعية) وجبهة التحرير الوطنية. شارك الاتحاد على قوائم اليسار المتحد في الانتخابات البلدية من 1980 إلى 1993.